# David Leslie Johnson-McGoldrick
David Leslie Johnson-McGoldrick (Mansfield, 5 ottobre 1942) è uno sceneggiatore statunitense.

## Filmografia
- Orphan, regia di Jaume Collet-Serra (2009)
- Cappuccetto rosso sangue (Red Riding Hood), regia di Catherine Hardwicke (2011)
- The Walking Dead – serie TV, episodi 2x05-2x09-8x04-10x09-11x11 (2011-2022)
- La furia dei titani (Wrath of the Titans), regia di Jonathan Liebesman (2012)
- The Conjuring - Il caso Enfield (The Conjuring 2), regia di James Wan (2016)
- L'amore criminale (Unforgettable), regia di Denise Di Novi (2017)
- Aquaman, regia di James Wan (2018)
- The Conjuring - Per ordine del diavolo (The Conjuring: The Devil Made Me Do It), regia di Michael Chaves (2021)
- Aquaman e il regno perduto, regia di James Wan (2023)
- The Conjuring - Il rito finale (The Conjuring - Last Rites), regia di Michael Chaves (2025)